# مستقبل التاخيكينين 1

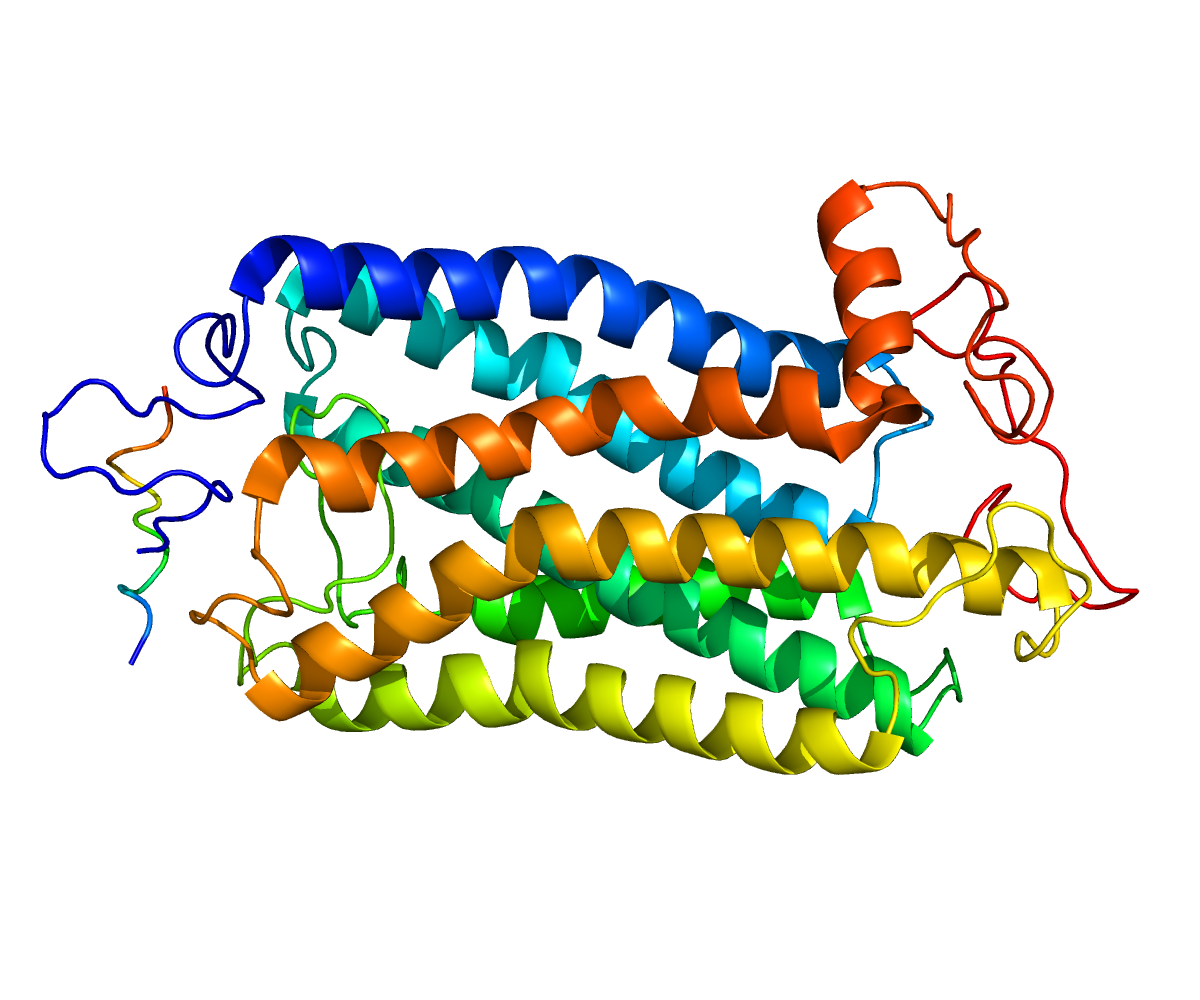

مستقبل التاخيكينين 1 (TACR1) المعروف أيضا باسم مستقبل 1 للتاخيكينين (NK1R) أو مستقبل المادة ب (SPR) هو عبارة عن مستقبل مزدوج بالبروتين ج الموجود في النظام العصبي المركزي والنظام العصبي المحيطي. كما أن الربيطة الداخلية لهذا المستقبل عبارة عن المادة ب على الرغم من أنه يوجد صلة بين التاخيكينينات الأخرى. ويتم إنتاج البروتين بواسطة جين TACR1.

## الخصائص
تنتمي التاخيكينينات لعائلة النيوروببتيدات التي تشترك في نفس منطقة النهاية الكربونية الهيدروفوبي مع تسلسل الحمض الأميني، حيث يمثل X الراسب الهيدروفوبي والذي يكون إما عطريًا أو أليفاتيًا متفرعًا من بيتا. وتختلف منطقة النهاية النِتْروجينِيَّة في الأنواع المختلفة للتاخيكينينات.؛ وتشير لفظة التاخيكينين إلى البداية السريعة للفعل الناتج عن الببتيدات الموجودة في العضلات الملساء. ؛ وتعد المادة ب أكثر عناصر عائلة التاخيكينين تداولاً وقوة. وتعتبر ببتيد مكون من 11 راسب حمض أميني وفقًا لتسلسل [[الحمض الأميني أَرْجينين Arg-Pro-Lys-Pro-Gln-Gln-Phe-Phe-Gly-Leu-Met NH2.؛ وترتبط المادة ب مع كل ثلاثة من مستقبلات التاخيكينين ولكنها ترتبط بشكل أقوى مع مستقبل NK1.؛
يتكون مستقبل التاخيكينين NK1  من 407 راسب حمض أميني، كما أن كتلة الجزيئية تساوي 58.000 . من مستقبل NK1 مثل بقية مستقبلات التاخيكينين الأخرى والتي تتكون من سبعة نطاقات عبر غشائية (TM) هيدروفوبية مع ثلاث عُرَى بَرَّانيّة وثلاث جَوَّانية ونهايات نِتْروجينِيَّة ونهايات كربونية هيولية. وتمتلك العرى مواقع وظيفية تتضمن الحمضين الأمينيين السيستئين المتعلقين بجِسْر ثُنائِيّ السُّلْفيد، حَمْضُ الأسبارتيك-Arg-Tyr، المسؤول عن الربط بين الأريستين و Lys/Arg-Lys/Arg -X-Lys/Arg، والذي يتفاعل مع البروتين ج.

### التوزيع والوظيفة
يتواجد مستقبل NK1 في كلا الجهازين العصبي المركزي والعصبي المحيطي. ويظهر المستقبل في الخلايا العصبية وجذع الدماغ والخلايا الباطنية الوعائية والعضلات والأجهزة الهضمية والأجهزة التناسلية البولية والنسيج الرئوي والغدة الدرقية وأنواع مختلفة من خلايا الدم البيضاء.؛ وتتصل عملية الربط بين المادة ب والمستقبل NK1 بنقل إشارات الإجهاد والألم وتقلص العضلات الملساء والالتهاب. وقد تم تجربة مضادات مستقبل NK1 في الصُّداع النِّصْفِيّ والقيء والأمراض العقلية. وفي الحقيقة، قد ثبتت فاعلية ابريببتانت (aprepitant) في العديد من نماذج الفيزيولوجية المرضية للقلق والاكتئاب. وكذلك بعض الأمراض التي يندرج فيها جهاز مستقبل NK1 مثل الربو والتهاب المفاصل الرثياني واضطرابات الجهاز الهضمي.

### Mechanism
SP is synthesized by neurons and transported to synaptic vesicles; the release of SP is accomplished through the depolarizing action of calcium-dependent mechanisms.
When NK1 receptors are stimulated, they can generate various second messengers, which can trigger a wide range of effector mechanisms that regulate cellular excitability and function. One of those three well-defined, independent second messenger systems is stimulation, via phospholipase C, of phosphatidyl inositol, turnover leading to Ca mobilization from both intra- and extracellular sources. Second is the arachidonic acid mobilization via phospholipase A2 and third is the cAMP accumulation via stimulation of adenylate cyclase. It has also been reported that SP elicits interleukin-1 (IL-1) production in macrophages, is known to sensitize neutrophils and enhance dopamine release in the substantia nigra region in cat brain. From spinal neurons, SP is known to evoke release of neurotransmitters like acetylcholine, histamine and GABA. It is also known to secrete catecholamines and play a role in the regulation of blood pressure and hypertension. Likewise, SP is known to bind to N-methyl-D-aspartate (NMDA) receptors by eliciting excitation with calcium ion influx, which further releases nitric oxide. Studies in frogs have shown that SP elicits the release of prostaglandin E2 and prostacyclin by the arachidonic acid pathway, which leads to an increase in corticosteroid output.
In combination therapy, NK1 receptor antagonists appear to offer better control of delayed emesis and post-operative emesis than drug therapy without NK1 receptor antagonists. NK1 receptor antagonists block responses to a broader range of emetic stimuli than the established 5-HT3 antagonist treatments. وأفادت التقارير بأن مضادات مستقبلات NK1 المركزية مثل CP-99994، تمنع القيء المستحثة بآبومُورْفين ولوبريميدين، حيث يؤثر المركبان على الآليات المركزية.

## الأهمية الإكلينيكية
ويعد هذا المستقبل هدف دوائي جذابًا، خاصةً في حالة استخدامه كمسكن قوي ومضاد للاكتئاب. وفي عام 2008 قامت دراسة بتعيينه كأحد المرشحين لمسببات لاضطراب ثنائي القطب. وعلاوة على ذلك، فقد أعطت مضادات TACR1 الأمل في علاج إدمان المسكرات. وفي النهاية، فإنه يمكن أن يكون لمضادات TACR1 دور كمضاد للقيء جديد من نوعه.amp;lt;ref name="pmid16514255">Jordan K (2006). "Neurokinin-1-receptor antagonists: a new approach in antiemetic therapy". Onkologie. ج. 29 ع. 1–2: 39–43. DOI:10.1159/000089800. PMID:16514255.</ref>

## لجينات منتقاة
تتم إتاحة العديد من اللجينات المختارة لمستقبل NK1 حيث تمت تجربة العديد منها كمضاد للقيء في الاستخدامات الإكلينيكيّة.

### المحرضات
- GR-73632 - ناهضة قوية ومختارة, EC50 2nM, سلسلة عديدة الببتيد خماسية الحمض الأميني. CAS# 133156-06-6

### المضادات
- أبريبيتانت
- كاسوبيتانت
- ايزلوبيتانت
- فوسابريبيتانت
- لينبيتانت
- ماروبيتانت
- فيستيبيتانت
- L-733,060
- L-741,671
- L-742,694
- RP-67580 - ناهضة قوية ومختارة, Ki 2.9nM, (3aR,7aR)-Octahydro-2-[1-imino-2-(2-methoxyphenyl)ethyl ]-7,7-diphenyl-4H-isoindol, CAS# 135911-02-3
- RPR-100,893
- CP-96345
- CP-99994
- GR-205,171
- TAK-637
- T-2328

## كتابات أخرى
| citations =
- Burcher E (1989). "The study of tachykinin receptors". Clin. Exp. Pharmacol. Physiol. ج. 16 ع. 6: 539–543. DOI:10.1111/j.1440-1681.1989.tb01602.x. PMID:2548782.
- Kowall NW؛ Quigley BJ؛ Krause JE؛ وآخرون (1993). "Substance P and substance P receptor histochemistry in human neurodegenerative diseases". Regul. Pept. ج. 46 ع. 1–2: 174–185. DOI:10.1016/0167-0115(93)90028-7. PMID:7692486. {{استشهاد بدورية محكمة}}: الوسيط غير المعروف |author-separator= تم تجاهله (مساعدة)
- Patacchini R, Maggi CA (2002). "Peripheral tachykinin receptors as targets for new drugs". Eur. J. Pharmacol. ج. 429 ع. 1–3: 13–21. DOI:10.1016/S0014-2999(01)01301-2. PMID:11698023.
- Saito R, Takano Y, Kamiya HO (2003). "Roles of substance P and NK(1) receptor in the brainstem in the development of emesis". J. Pharmacol. Sci. ج. 91 ع. 2: 87–94. DOI:10.1254/jphs.91.87. PMID:12686752.{{استشهاد بدورية محكمة}}:  صيانة الاستشهاد: أسماء متعددة: قائمة المؤلفين (link)
- Fong TM, Yu H, Huang RR, Strader CD (1992). "The extracellular domain of the neurokinin-1 receptor is required for high-affinity binding of peptides". Biochemistry. ج. 31 ع. 47: 11806–11811. DOI:10.1021/bi00162a019. PMID:1280161.{{استشهاد بدورية محكمة}}:  صيانة الاستشهاد: أسماء متعددة: قائمة المؤلفين (link)
- Fong TM, Huang RR, Strader CD (1993). "Localization of agonist and antagonist binding domains of the human neurokinin-1 receptor". J. Biol. Chem. ج. 267 ع. 36: 25664–7. PMID:1281469.{{استشهاد بدورية محكمة}}:  صيانة الاستشهاد: أسماء متعددة: قائمة المؤلفين (link)
- Fong TM؛ Anderson SA؛ Yu H؛ وآخرون (1992). "Differential activation of intracellular effector by two isoforms of human neurokinin-1 receptor". Mol. Pharmacol. ج. 41 ع. 1: 24–30. PMID:1310144. {{استشهاد بدورية محكمة}}: الوسيط غير المعروف |author-separator= تم تجاهله (مساعدة)
- Takahashi K, Tanaka A, Hara M, Nakanishi S (1992). "The primary structure and gene organization of human substance P and neuromedin K receptors". Eur. J. Biochem. ج. 204 ع. 3: 1025–1033. DOI:10.1111/j.1432-1033.1992.tb16724.x. PMID:1312928.{{استشهاد بدورية محكمة}}:  صيانة الاستشهاد: أسماء متعددة: قائمة المؤلفين (link)
- Walsh DA؛ Mapp PI؛ Wharton J؛ وآخرون (1992). "Localisation and characterisation of substance P binding to human synovial tissue in rheumatoid arthritis". Ann. Rheum. Dis. ج. 51 ع. 3: 313–317. DOI:10.1136/ard.51.3.313. PMC:1004650. PMID:1374227. {{استشهاد بدورية محكمة}}: الوسيط غير المعروف |author-separator= تم تجاهله (مساعدة)
- Gerard NP؛ Garraway LA؛ Eddy RL؛ وآخرون (1991). "Human substance P receptor (NK-1): organization of the gene, chromosome localization, and functional expression of cDNA clones". Biochemistry. ج. 30 ع. 44: 10640–10646. DOI:10.1021/bi00108a006. PMID:1657150. {{استشهاد بدورية محكمة}}: الوسيط غير المعروف |author-separator= تم تجاهله (مساعدة)
- Hopkins B؛ Powell SJ؛ Danks P؛ وآخرون (1991). "Isolation and characterisation of the human lung NK-1 receptor cDNA". Biochem. Biophys. Res. Commun. ج. 180 ع. 2: 1110–1117. DOI:10.1016/S0006-291X(05)81181-7. PMID:1659396. {{استشهاد بدورية محكمة}}: الوسيط غير المعروف |author-separator= تم تجاهله (مساعدة)
- Takeda Y؛ Chou KB؛ Takeda J؛ وآخرون (1991). "Molecular cloning, structural characterization and functional expression of the human substance P receptor". Biochem. Biophys. Res. Commun. ج. 179 ع. 3: 1232–1240. DOI:10.1016/0006-291X(91)91704-G. PMID:1718267. {{استشهاد بدورية محكمة}}: الوسيط غير المعروف |author-separator= تم تجاهله (مساعدة)
- Giuliani S؛ Barbanti G؛ Turini D؛ وآخرون (1992). "NK2 tachykinin receptors and contraction of circular muscle of the human colon: characterization of the NK2 receptor subtype". Eur. J. Pharmacol. ج. 203 ع. 3: 365–370. DOI:10.1016/0014-2999(91)90892-T. PMID:1723045. {{استشهاد بدورية محكمة}}: الوسيط غير المعروف |author-separator= تم تجاهله (مساعدة)
- Ichinose H؛ Katoh S؛ Sueoka T؛ وآخرون (1991). "Cloning and sequencing of cDNA encoding human sepiapterin reductase--an enzyme involved in tetrahydrobiopterin biosynthesis". Biochem. Biophys. Res. Commun. ج. 179 ع. 1: 183–189. DOI:10.1016/0006-291X(91)91352-D. PMID:1883349. {{استشهاد بدورية محكمة}}: الوسيط غير المعروف |author-separator= تم تجاهله (مساعدة)
- Thöny B, Heizmann CW, Mattei MG (1995). "Human GTP-cyclohydrolase I gene and sepiapterin reductase gene map to region 14q21-q22 and 2p14-p12, respectively, by in situ hybridization". Genomics. ج. 26 ع. 1: 168–170. DOI:10.1016/0888-7543(95)80101-Q. PMID:7782081.{{استشهاد بدورية محكمة}}:  صيانة الاستشهاد: أسماء متعددة: قائمة المؤلفين (link)
- Fong TM؛ Cascieri MA؛ Yu H؛ وآخرون (1993). "Amino-aromatic interaction between histidine 197 of the neurokinin-1 receptor and CP 96345". Nature. ج. 362 ع. 6418: 350–353. DOI:10.1038/362350a0. PMID:8384323. {{استشهاد بدورية محكمة}}: الوسيط غير المعروف |author-separator= تم تجاهله (مساعدة)
- Derocq JM؛ Ségui M؛ Blazy C؛ وآخرون (1997). "Effect of substance P on cytokine production by human astrocytic cells and blood mononuclear cells: characterization of novel tachykinin receptor antagonists". FEBS Lett. ج. 399 ع. 3: 321–325. DOI:10.1016/S0014-5793(96)01346-4. PMID:8985172. {{استشهاد بدورية محكمة}}: الوسيط غير المعروف |author-separator= تم تجاهله (مساعدة)
- De Felipe C؛ Herrero JF؛ O'Brien JA؛ وآخرون (1998). "Altered nociception, analgesia and aggression in mice lacking the receptor for substance P". Nature. ج. 392 ع. 6674: 394–397. DOI:10.1038/32904. PMID:9537323. {{استشهاد بدورية محكمة}}: الوسيط غير المعروف |author-separator= تم تجاهله (مساعدة)

## وصلات خارجية
- "Tachykinin Receptors: NK1". IUPHAR Database of Receptors and Ion Channels. International Union of Basic and Clinical Pharmacology. مؤرشف من الأصل في 2016-03-03.
- Receptors,+Neurokinin-1 في المكتبة الوطنية الأمريكية للطب نظام فهرسة المواضيع الطبية (MeSH).